# Геєна (Долина Гінном)
31°46′09″ пн. ш. 35°13′41″ сх. д. / 31.76916667° пн. ш. 35.22805556° сх. д.
Геє́на (вогня́на́) (грец. Γέεννα, Géenna від івр. גי(א) הינום‎, Gi Hinom; інколи גיא בן הינום, Gei Ben Hinom, «долина Гінном (Єнном)») — символ пекла і пекельного вогнища, місця вічних мук грішників в авраамічних релігіях (в юдаїзмі та християнстві), в ісламі («джаганнам») — синонім «пекла». Згідно з християнським ученням прийде на зміну пеклу в кінці віків.
Геє́на (грец. Γέεννα, Géenna) — грецька транскрипція єврейської назви долини Єнном (Гінном), розташованої поблизу Єрусалима, де розташовувалось звалище нечистот. Там постійно підтримувався вогонь, горіло сміття й мотлох, звідси й «геєнна вогненна», поняття на позначення пекельних мук. В архаїчні часи — проводили язичницькі ритуали, пов’язані з вогнем і жертвоприношенням.

## Географія та історія

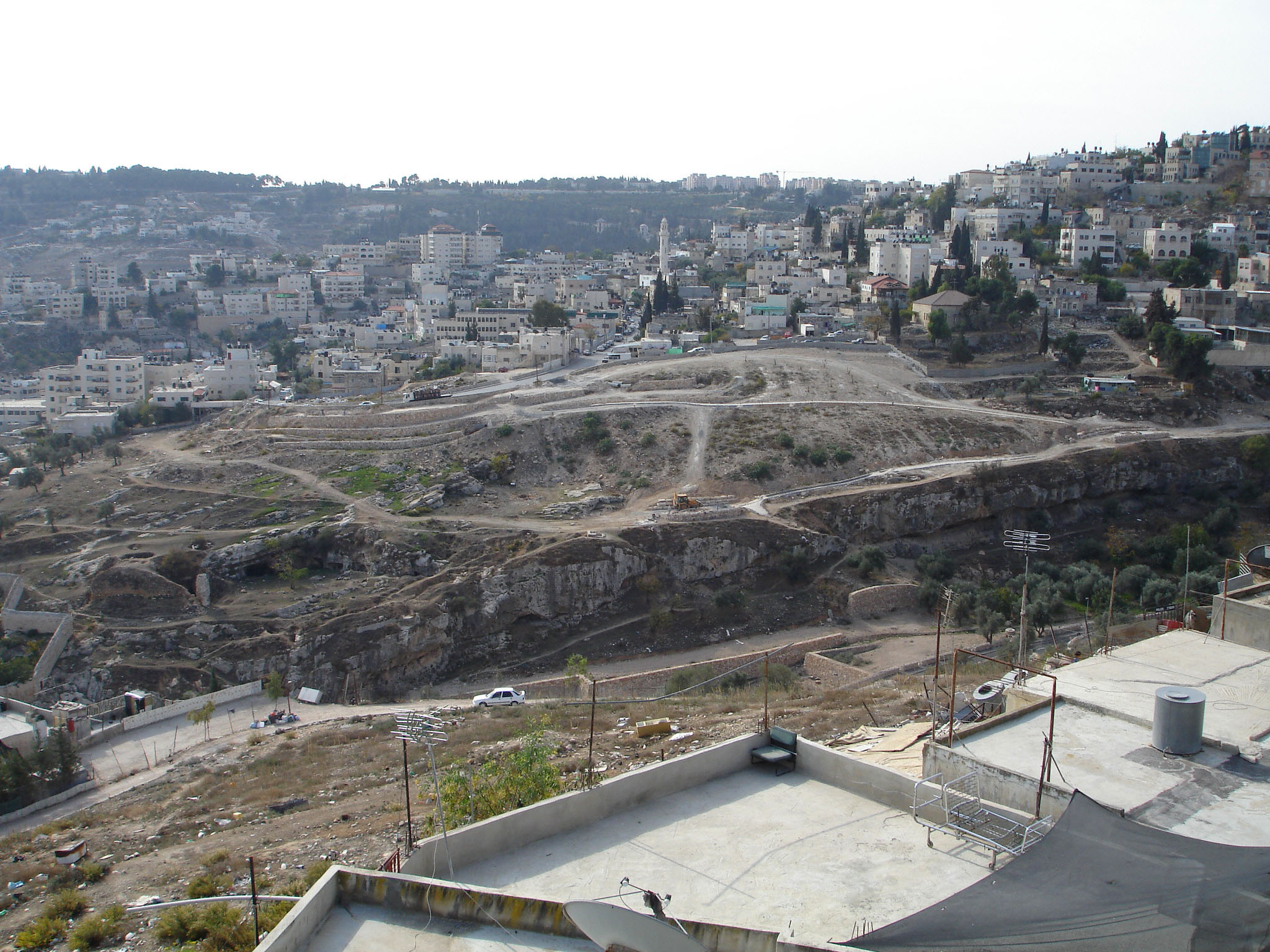
Долина Гінном, або Геєнна. 2005 рік

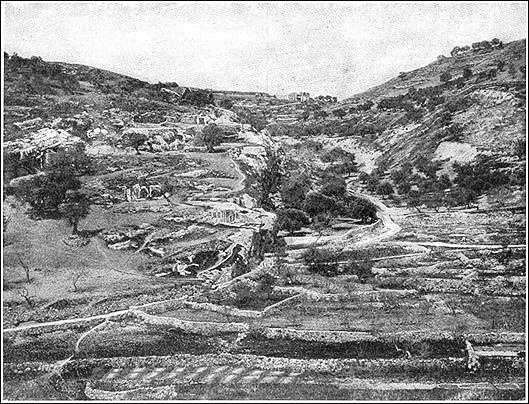
Долина Гінном, або Геєнна. Фото 1900 року.

Глибока, вузька Долина Гінном була розташована на південно-західному боці стародавнього Єрусалима. Згодом, завдяки грекам, стала відомою як Геєнна. Отримала горезвісну репутацію через ідолопоклонство і служіння чужим богам, зокрема, і через жертовне спалювання немовлят богам Молоху та Ваалу, як також через людські жертвоприношення богу Ваалу. Згодом, аби запобігти таким діям, вірний Богові юдейський цар Йосія знищив місця ідолопоклонства, зокрема, так звані пагірки Тофета. У першому столітті Геєнна використовувалась для спалювання відходів з Єрусалима. Туди теж кидали тіла страчених злочинців, котрих вважали негідними поховання.

## Згадування у Біблії
У Новому Заповіті про Геєнну згадано 12 разів. П'ять разів вона прямо пов'язується з вогнем. Перекладачі передають грецький вираз géennan toû pirós як «пекельний вогонь», «вогняне пекло», «геєнна огненна».
Деякі біблійні коментатори пов'язують вогняну характеристику Геєнни, що в ній приносили людські жертвоприношення, із часом царювання Йосії, і стверджують, що Ісус Христос використав її як символ вічних мук.
- І побудували ті жертовні пагірки Тофета, що в долині Бен-Гіннома, щоб палити синів своїх та дочок своїх на вогні, чого Я не наказував, і що на серце Мені не приходило. (Єр. 7:31)
- І побудували жертовні пагірки Ваалові, що в долині Бен-Гіннома, щоб через огонь переводити синів своїх та своїх дочок Молохові, чого їм не наказував Я, й що не входило в серце Мені, щоб чинити ту гидоту. (Єр. 32:35)
- Де їхній черв'як не вмирає і не гасне вогонь. (Мк. 9:48)
- І вийдуть вони та й побачать ті трупи людей, що відпали від Мене, бо їхня черва не помре й не погасне огонь їхній, і стануть вони огидою для кожного тіла. (Іс. 66:24).
- А Я вам кажу, що кожен, хто гнівається на брата свого, підпадає вже судові. А хто скаже на брата свого: рака, підпадає верховному судові, а хто скаже дурний, підпадає геєнні огненній. (Мф 5:22)

## Літератра
- Лубський В. І., Харьковщенко Є. А., Лубська М. В. та ін. Історія релігій світу. Київ : Центр учбової літератури, 2014. 536 с.
- Price R. J., House Н. W. Zondervan Handbook of Biblical Archaeology. Grand Rapids : Zondervan Academic, 2017. 416 р.